# Marathon van Athene 2014
De marathon van Athene 2014 werd gelopen op zondag 9 november 2014. 
De wedstrijd werd bij de mannen gewonnen door de Keniaan Felix Kipchirchir Kandie in 2:10.37. Hij verbeterde hiermee het parcoursrecord dat met 2:10.55 in handen was van Stefano Baldini, die deze tijd had gelopen tijdens de Olympische Spelen van 2004. Bij de vrouwen was zijn landgenote Naomi Maiyo het snelste. Zij won de wedstrijd in 2:41.06 en had bij de finish 23 seconden voorsprong op haar als tweede finishende landgenote Joan Rotich. 
Naast de hele marathon kende het evenement ook lopen over 10 km en 5 km.

## Wedstrijd
Mannen
| rang   | naam                     | land | tijd    |
| ------ | ------------------------ | ---- | ------- |
| Goud   | Felix Kipchirchir Kandie | KEN  | 2:10.37 |
| Zilver | Raymond Kimutai Bett     | KEN  | 2:12.34 |
| Brons  | Josphat Kiptanui         | KEN  | 2:15.38 |
| 4      | Julius Kiplagat Korir    | KEN  | 2:15.51 |
| 5      | Amare Eneayehu           | ETH  | 2:16.31 |
| 6      | Belete Mekonen           | ETH  | 2:19.46 |
| 7      | Urga Ararisa             | ETH  | 2:20.21 |
| 8      | Sho Matsumoto            | JPN  | 2:20.53 |
| 9      | Robert Mwangi            | KEN  | 2:21.18 |
| 10     | Christoforos Merousis    | GRE  | 2:25.15 |

Vrouwen
| rang   | naam                 | land | tijd    |
| ------ | -------------------- | ---- | ------- |
| Goud   | Naomi Maiyo          | KEN  | 2:41.06 |
| Zilver | Joan Rotich          | KEN  | 2:41.29 |
| Brons  | Lina Chirchir        | KEN  | 2:42.41 |
| 4      | Kidist Fiseha        | ETH  | 2:43.46 |
| 5      | Yumiko Kinoshita     | JPN  | 2:44.18 |
| 6      | Sofia Riga           | GRE  | 2:45.38 |
| 7      | Magda Gazea          | GRE  | 2:46.39 |
| 8      | Ourania Rempouli     | GRE  | 2:51.23 |
| 9      | Minori Hayakari      | JPN  | 2:53.43 |
| 10     | Kamila Shamsutdinova | RUS  | 2:56.05 |

1972 · 1973 · 1974 · 1975 · 1976 · 1977 · 1978 · 1979 · 1980 · 1981 · 1982 · 1983 · 1984 · 1985 · 1986 · 1987 · 1988 · 1989 · 1990 · 1991 · 1992 · 1993 · 1994 · 1995 · 1996 · 1997 · 1998 · 1999 · 2000 · 2001 · 2002 · 2003 · 2004 · 2005 · 2006 · 2007 · 2008 · 2009 · 2010 · 2011 · 2012 · 2013 · 2014 · 2015 · 2016 · 2017 · 2018 · 2019